# Riyad Mahrez
Riyad Karim Mahrez (in arabo رياض كريم محرز‎?; Sarcelles, 21 febbraio 1991) è un calciatore algerino con cittadinanza francese, attaccante dell'Al-Ahli e della nazionale algerina, della quale è capitano e con cui si è laureato campione d’Africa nel 2019.

## Biografia
Riyad Mahrez è nato il 21 febbraio 1991 a Sarcelles, in Francia, da padre algerino, Ahmed, e madre algerina di discendenza marocchina, Halima. Possiede anche la cittadinanza francese. Il padre, originario di Beni Snous e trasferitosi in Francia negli anni settanta, giocava a calcio e trasmise la stessa passione al figlio. All'età di 15 anni Riyad rimase orfano del padre, che si spense a 54 anni per un infarto.
Nell'agosto 2015 ha sposato Rita Janet Johal. La loro prima figlia è nata nell'ottobre 2015. Musulmano praticante, nel giugno 2017 si è recato in pellegrinaggio a La Mecca.

## Caratteristiche tecniche
Attaccante esterno, dotato di fantasia, abilità negli assist, possiede un'ottima tecnica di base, un buon tiro e un eccellente dribbling. Il ruolo che predilige è quello di ala destra, dove può puntare l'avversario e calciare in porta con il mancino. Nel Leicester occupava tatticamente il ruolo di esterno destro nel 4-4-2.

## Carriera

### Club

#### Gli inizi
Nell'estate 2009 firma un contratto professionistico con il Quimper con cui realizza una sola rete in ventisette partite disputate nel campionato amatoriale francese.

#### Le Havre
Nell'estate 2010 si aggrega alla squadra riserve del Le Havre 2, militando nella quarta divisione francese. Passa poi in prima squadra al Le Havre in Ligue 2, negli anni si alterna tra prima e seconda squadra, totalizzando in tre stagioni con il Le Havre 67 presenze contornate da 10 gol.

#### Leicester City

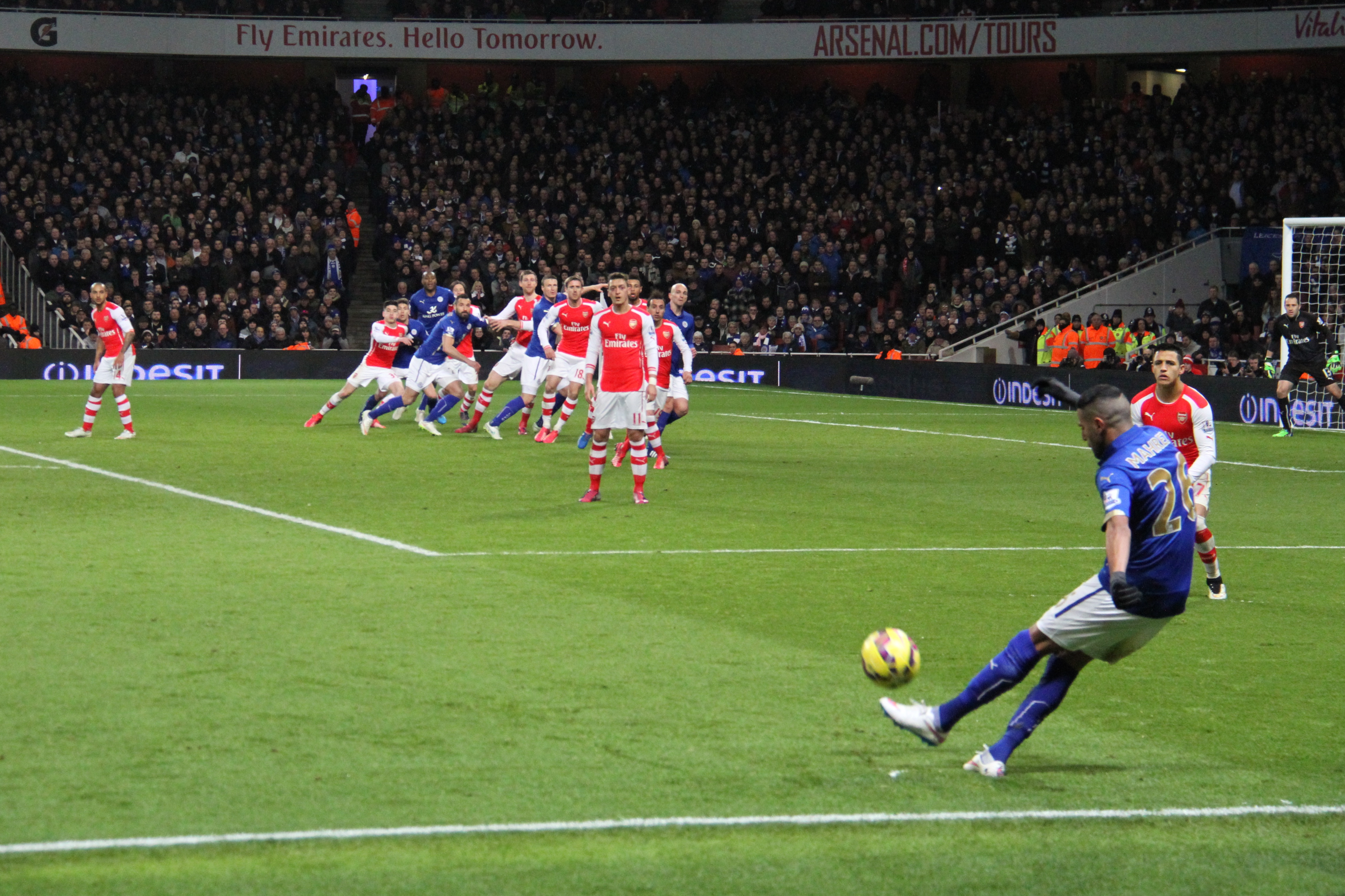
Mahrez calcia una punizione con la maglia del Leicester (febbraio 2015).

Nel gennaio del 2014, firma un quadriennale con il Leicester City. Il 25 gennaio successivo, debutta in campionato contro il Middlesbrough. Segna il suo primo goal con la maglia dei Foxes all'89º minuto di una partita contro il Nottingham Forest. Conclude il primo semestre con 3 reti in 19 partite vincendo il campionato di Football League Championship 2013-2014. Il 16 agosto debutta in Premier League ed esattamente due mesi dopo segna il suo primo gol nel massimo campionato inglese. Termina la prima stagione in Premier con 30 presenze mettendo a segno 4 gol.
Nella sua seconda stagione in Premier League migliora le sue prestazioni e soprattutto il suo apporto in zona gol giocando da ala destra nel 4-4-2 di Claudio Ranieri. L'8 agosto 2015 realizza una doppietta nella partita vinta per 4-2 contro il Sunderland. Si ripete con un'altra doppietta, il 31 ottobre seguente nella vittoria esterna 2-3 contro il West Bromwich. Il 5 dicembre 2015 realizza una tripletta nella vittoria esterna 0-3 sullo Swansea City. Il 24 aprile 2016 vince il prestigioso premio come miglior calciatore dell'anno del campionato inglese, divenendo anche il primo calciatore africano e il secondo non europeo (dopo Luis Suárez) a riuscirci. Nella stessa stagione il 2 maggio grazie al pareggio per 2-2 del Tottenham secondo in classifica contro il Chelsea, che segue il pareggio del giorno prima dei Foxes contro il Manchester Utd per 1-1, si laurea campione d'Inghilterra 2015-2016 con il Leicester City.

#### Manchester City

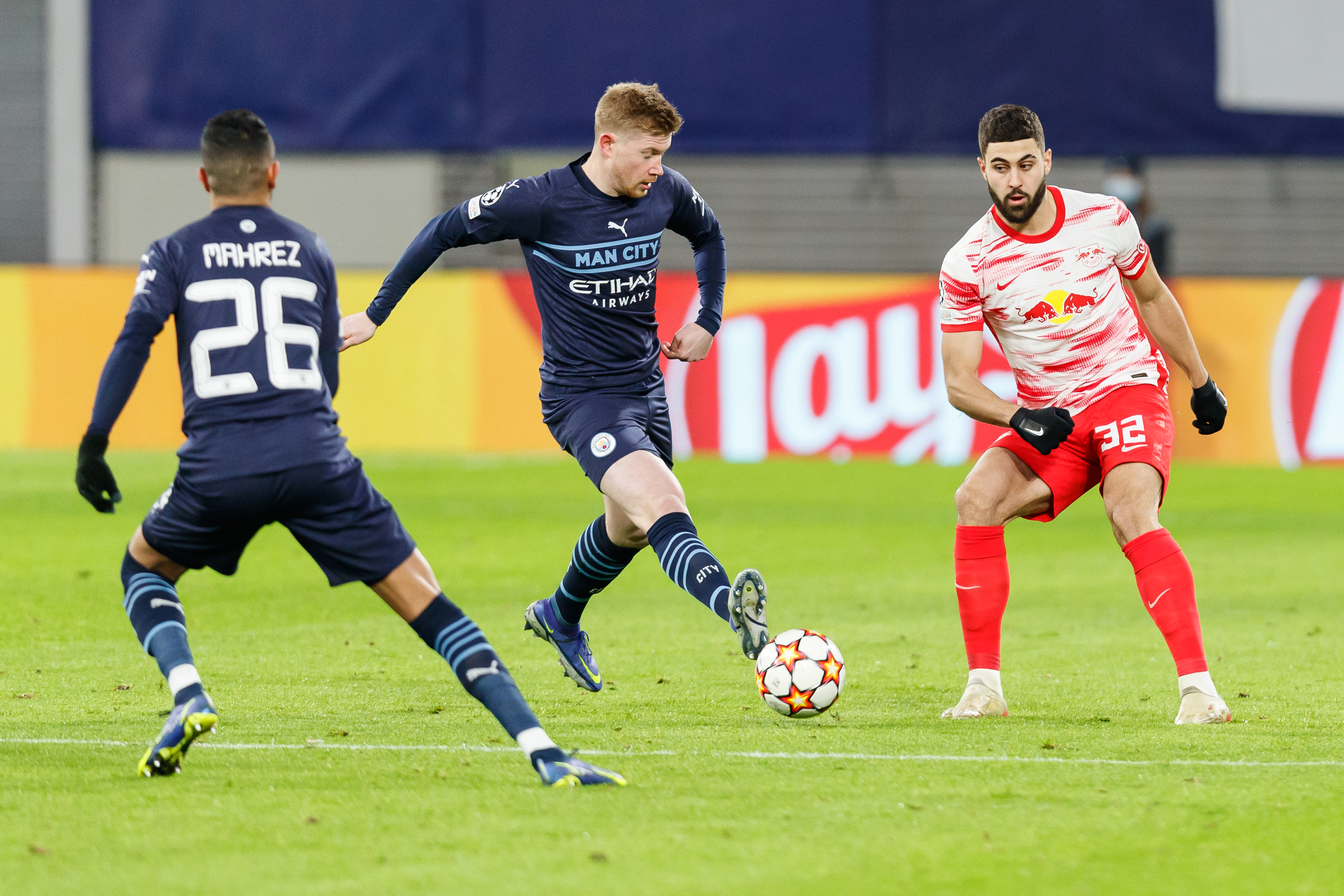
Mahrez (di spalle a sinistra) in azione con il.

Il 10 luglio 2018 si trasferisce a titolo definitivo al Manchester City per un corrispettivo di circa 68 milioni di euro, che ne fanno il calciatore africano più costoso di sempre; l'algerino firma un contratto della durata di cinque anni. Esordisce con la maglia dei Citizens il 5 agosto nella gara valida per il Community Shield 2018, disputatasi al Wembley Stadium di Londra e vinta per 2-0 contro il Chelsea. Il 22 settembre successivo, realizza le sue prime due reti con la maglia dei Citizens in campionato, nella vittoria in trasferta per 5-0 contro il Cardiff City. Vince la Premier League 2018-2019 con il Manchester City, la sua seconda in carriera. Dopo altre due affermazioni nazionali nella stagioni 2020-2021 e 2021-2022, arricchite dalla vittoria di tre League Cup e una FA Cup, il giocatore rinnova il proprio contratto fino al 2025. L'anno seguente vince la Champions League battendo in finale l'Inter, oltre a campionato e coppa nazionale. Complessivamente con il City in 5 anni mette insieme 236 presenze, 78 reti e 59 assist vincendo 11 trofei.

#### Al-Ahli
Il 28 luglio 2023 viene ufficialmente ceduto a titolo definitivo all'Al-Ahli, squadra della Saudi Professional League, con cui sottoscrive un contratto triennale con opzione di rinnovo per una quarta.

### Nazionale

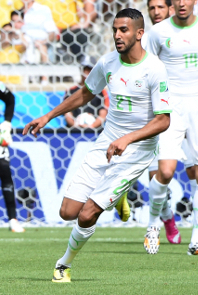
Mahrez in azione con l'Algeria durante il Campionato mondiale di calcio 2014.

Nel novembre 2013 Riyad ha espresso di voler rappresentare l'Algeria a livello internazionale, con cui ha esordito il 31 maggio 2014 nell'amichevole vinta per 3-1 contro l'Armenia. Pochi giorni dopo viene incluso nella lista definitiva dei 23 convocati per il Campionato mondiale di calcio 2014, in cui ha giocato solamente nella sfida persa per 2-1 ai gironi contro il Belgio. I nordafricani sono stati eliminati dal torneo agli ottavi ai supplementari dalla Germania futura vincitrice del torneo (2-1).
Il 15 ottobre 2014 segna il suo primo gol con la nazionale su assist di Islam Slimani nella partita vinta 3-0 contro il Malawi nelle qualificazioni alla Coppa d'Africa 2015. Partecipa anche alla Coppa delle nazioni africane 2015, fermandosi però ai quarti di finale contro la Costa d'Avorio, e alla Coppa d'Africa 2017.
In occasione della Coppa d'Africa 2019 diventa il nuovo capitano della nazionale. In questo torneo, nella semifinale contro la Nigeria, realizza, su calcio di punizione in pieno recupero, la decisiva rete del 2-1 finale, portando così l'Algeria in finale di Coppa d'Africa dopo 29 anni; la finale è stata vinta pochi giorni più tardi dai maghrebini per 1-0 contro il Senegal.
Successivamente ha capitanato l'Algeria anche nella Coppa d'Africa 2021, rinviata e disputata a gennaio 2022, e in quella del 2023, anch'essa rinviata di un anno.
Il 21 marzo 2025, in occasione del successo per 1-3 in casa del Botswana, raggiunge quota 100 presenze con la selezione algerina.

## Statistiche

### Presenze e reti nei club
Statistiche aggiornate al 4 maggio 2025.
| Stagione               | Squadra                | Campionato             | Campionato | Campionato | Coppe nazionali | Coppe nazionali | Coppe nazionali | Coppe continentali | Coppe continentali | Coppe continentali | Altre coppe | Altre coppe | Altre coppe | Totale | Totale |
| Stagione               | Squadra                | Comp                   | Pres       | Reti       | Comp            | Pres            | Reti            | Comp               | Pres               | Reti               | Comp        | Pres        | Reti        | Pres   | Reti   |
| ---------------------- | ---------------------- | ---------------------- | ---------- | ---------- | --------------- | --------------- | --------------- | ------------------ | ------------------ | ------------------ | ----------- | ----------- | ----------- | ------ | ------ |
| 2009-2010              | Quimper                | CFA                    | 27         | 1          | CF+CdL          | 0+0             | 0               | -                  | -                  | -                  | -           | -           | -           | 27     | 1      |
| 2010-2011              | Le Havre 2             | CFA                    | 32         | 13         | -               | -               | -               | -                  | -                  | -                  | -           | -           | -           | 32     | 13     |
| 2011-2012              | Le Havre 2             | CFA                    | 28         | 11         | -               | -               | -               | -                  | -                  | -                  | -           | -           | -           | 28     | 11     |
| Totale Le Havre 2      | Totale Le Havre 2      | Totale Le Havre 2      | 60         | 24         |                 |                 |                 |                    |                    |                    |             |             |             | 60     | 24     |
| 2012-2013              | Le Havre               | L2                     | 38         | 4          | CF+CdL          | 4+1             | 1+0             | -                  | -                  | -                  | -           | -           | -           | 39     | 5      |
| 2013-gen. 2014         | Le Havre               | L2                     | 22         | 2          | CF+CdL          | 0+2             | 3               | -                  | -                  | -                  | -           | -           | -           | 24     | 5      |
| Totale Le Havre        | Totale Le Havre        | Totale Le Havre        | 60         | 6          |                 | 7               | 4               |                    | -                  | -                  |             | -           | -           | 67     | 10     |
| gen.-giu. 2014         | Leicester City         | FLC                    | 19         | 3          | FACup+CdL       | -               | -               | -                  | -                  | -                  | -           | -           | -           | 19     | 3      |
| 2014-2015              | Leicester City         | PL                     | 30         | 4          | FACup+CdL       | 1+1             | 0               | -                  | -                  | -                  | -           | -           | -           | 32     | 4      |
| 2015-2016              | Leicester City         | PL                     | 37         | 17         | FACup+CdL       | 0+2             | 1               | -                  | -                  | -                  | -           | -           | -           | 39     | 18     |
| 2016-2017              | Leicester City         | PL                     | 36         | 6          | FACup+CdL       | 2+0             | 0               | UCL                | 9                  | 4                  | CS          | 1           | 0           | 48     | 10     |
| 2017-2018              | Leicester City         | PL                     | 36         | 12         | FACup+CdL       | 3+2             | 0+1             | -                  | -                  | -                  | -           | -           | -           | 41     | 13     |
| Totale Leicester       | Totale Leicester       | Totale Leicester       | 158        | 42         |                 | 11              | 2               |                    | 9                  | 4                  |             | 1           | 0           | 179    | 48     |
| 2018-2019              | Manchester City        | PL                     | 27         | 7          | FACup+CdL       | 5+5             | 2+2             | UCL                | 6                  | 1                  | CS          | 1           | 0           | 44     | 12     |
| 2019-2020              | Manchester City        | PL                     | 33         | 11         | FACup+CdL       | 5+5             | 0+1             | UCL                | 7                  | 1                  | CS          | 0           | 0           | 50     | 13     |
| 2020-2021              | Manchester City        | PL                     | 27         | 9          | FACup+CdL       | 4+5             | 0+1             | UCL                | 12                 | 4                  | -           | -           | -           | 48     | 14     |
| 2021-2022              | Manchester City        | PL                     | 28         | 11         | FACup+CdL       | 4+2             | 4+2             | UCL                | 12                 | 7                  | CS          | 1           | 0           | 47     | 24     |
| 2022-2023              | Manchester City        | PL                     | 30         | 5          | FACup+CdL       | 5+2             | 5+2             | UCL                | 9                  | 3                  | CS          | 1           | 0           | 47     | 15     |
| Totale Manchester City | Totale Manchester City | Totale Manchester City | 145        | 43         |                 | 42              | 19              |                    | 46                 | 16                 |             | 3           | 0           | 236    | 78     |
| 2023-2024              | Al-Ahli                | SPL                    | 32         | 11         | KC              | 1               | 1               | -                  | -                  | -                  | -           | -           | -           | 33     | 12     |
| 2024-2025              | Al-Ahli                | SPL                    | 28         | 7          | KC              | 0               | 0               | ACL                | 13                 | 9                  | SS          | 1           | 0           | 42     | 16     |
| Totale Al-Ahli         | Totale Al-Ahli         | Totale Al-Ahli         | 60         | 18         |                 | 1               | 1               |                    | 13                 | 9                  |             | 1           | 0           | 75     | 28     |
| Totale carriera        | Totale carriera        | Totale carriera        | 510        | 135        |                 | 61              | 26              |                    | 61                 | 24                 |             | 5           | 0           | 645    | 189    |

### Cronologia presenze e reti in nazionale
| Cronologia completa delle presenze e delle reti in nazionale ― Algeria | Cronologia completa delle presenze e delle reti in nazionale ― Algeria | Cronologia completa delle presenze e delle reti in nazionale ― Algeria | Cronologia completa delle presenze e delle reti in nazionale ― Algeria | Cronologia completa delle presenze e delle reti in nazionale ― Algeria | Cronologia completa delle presenze e delle reti in nazionale ― Algeria | Cronologia completa delle presenze e delle reti in nazionale ― Algeria | Cronologia completa delle presenze e delle reti in nazionale ― Algeria |
| Data                                                                   | Città                                                                  | In casa                                                                | Risultato                                                              | Ospiti                                                                 | Competizione                                                           | Reti                                                                   | Note                                                                   |
| ---------------------------------------------------------------------- | ---------------------------------------------------------------------- | ---------------------------------------------------------------------- | ---------------------------------------------------------------------- | ---------------------------------------------------------------------- | ---------------------------------------------------------------------- | ---------------------------------------------------------------------- | ---------------------------------------------------------------------- |
| 31-5-2014                                                              | Sion                                                                   | Algeria                                                                | 3 – 1                                                                  | Armenia                                                                | Amichevole                                                             | -                                                                      | 71’                                                                    |
| 4-6-2014                                                               | Ginevra                                                                | Algeria                                                                | 2 – 1                                                                  | Romania                                                                | Amichevole                                                             | -                                                                      | 68’                                                                    |
| 17-6-2014                                                              | Belo Horizonte                                                         | Belgio                                                                 | 2 – 1                                                                  | Algeria                                                                | Mondiali 2014 - 1º turno                                               | -                                                                      | 71’                                                                    |
| 6-9-2014                                                               | Addis Abeba                                                            | Etiopia                                                                | 1 – 2                                                                  | Algeria                                                                | Qual. Coppa d'Africa 2015                                              | -                                                                      | 77’                                                                    |
| 10-9-2014                                                              | Blida                                                                  | Algeria                                                                | 1 – 0                                                                  | Mali                                                                   | Qual. Coppa d'Africa 2015                                              | -                                                                      |                                                                        |
| 11-10-2014                                                             | Blantyre                                                               | Malawi                                                                 | 0 – 2                                                                  | Algeria                                                                | Qual. Coppa d'Africa 2015                                              | -                                                                      | 89’                                                                    |
| 15-10-2014                                                             | Blida                                                                  | Algeria                                                                | 3 – 0                                                                  | Malawi                                                                 | Qual. Coppa d'Africa 2015                                              | 1                                                                      | 81’                                                                    |
| 15-11-2014                                                             | Blida                                                                  | Algeria                                                                | 3 – 1                                                                  | Etiopia                                                                | Qual. Coppa d'Africa 2015                                              | 1                                                                      | 84’                                                                    |
| 19-11-2014                                                             | Bamako                                                                 | Mali                                                                   | 2 – 0                                                                  | Algeria                                                                | Qual. Coppa d'Africa 2015                                              | -                                                                      | 58’                                                                    |
| 11-1-2015                                                              | Radès                                                                  | Tunisia                                                                | 1 – 1                                                                  | Algeria                                                                | Amichevole                                                             | -                                                                      | 46’                                                                    |
| 19-1-2015                                                              | Mongomo                                                                | Algeria                                                                | 3 – 1                                                                  | Sudafrica                                                              | Coppa d'Africa 2015 - 1º turno                                         | -                                                                      | 60’                                                                    |
| 23-1-2015                                                              | Mongomo                                                                | Ghana                                                                  | 1 – 0                                                                  | Algeria                                                                | Coppa d'Africa 2015 - 1º turno                                         | -                                                                      | 71’                                                                    |
| 27-1-2015                                                              | Malabo                                                                 | Senegal                                                                | 0 – 2                                                                  | Algeria                                                                | Coppa d'Africa 2015 - 1º turno                                         | 1                                                                      | 90’                                                                    |
| 1-2-2015                                                               | Malabo                                                                 | Costa d'Avorio                                                         | 3 – 1                                                                  | Algeria                                                                | Coppa d'Africa 2015 - Quarti di finale                                 | -                                                                      | 72’                                                                    |
| 26-3-2015                                                              | Doha                                                                   | Qatar                                                                  | 1 – 0                                                                  | Algeria                                                                | Amichevole                                                             | -                                                                      |                                                                        |
| 30-3-2015                                                              | Doha                                                                   | Oman                                                                   | 1 – 4                                                                  | Algeria                                                                | Amichevole                                                             | -                                                                      | 66’                                                                    |
| 13-6-2015                                                              | Blida                                                                  | Algeria                                                                | 4 – 0                                                                  | Seychelles                                                             | Qual. Coppa d'Africa 2017                                              | -                                                                      |                                                                        |
| 6-9-2015                                                               | Maseru                                                                 | Lesotho                                                                | 1 – 3                                                                  | Algeria                                                                | Qual. Coppa d'Africa 2017                                              | -                                                                      |                                                                        |
| 9-10-2015                                                              | Algeri                                                                 | Algeria                                                                | 1 – 2                                                                  | Guinea                                                                 | Amichevole                                                             | -                                                                      |                                                                        |
| 13-10-2015                                                             | Algeri                                                                 | Algeria                                                                | 1 – 0                                                                  | Senegal                                                                | Amichevole                                                             | -                                                                      |                                                                        |
| 14-11-2015                                                             | Dar es Salaam                                                          | Tanzania                                                               | 2 – 2                                                                  | Algeria                                                                | Qual. Mondiali 2018                                                    | -                                                                      |                                                                        |
| 17-11-2015                                                             | Blida                                                                  | Algeria                                                                | 7 – 0                                                                  | Tanzania                                                               | Qual. Mondiali 2018                                                    | 1                                                                      |                                                                        |
| 25-3-2016                                                              | Blida                                                                  | Algeria                                                                | 7 – 1                                                                  | Etiopia                                                                | Qual. Coppa d'Africa 2017                                              | -                                                                      | 78’                                                                    |
| 29-3-2016                                                              | Addis Abeba                                                            | Etiopia                                                                | 3 – 3                                                                  | Algeria                                                                | Qual. Coppa d'Africa 2017                                              | -                                                                      |                                                                        |
| 4-9-2016                                                               | Blida                                                                  | Algeria                                                                | 6 – 0                                                                  | Lesotho                                                                | Qual. Coppa d'Africa 2017                                              | 2                                                                      |                                                                        |
| 9-10-2016                                                              | Blida                                                                  | Algeria                                                                | 1 – 1                                                                  | Camerun                                                                | Qual. Mondiali 2018                                                    | -                                                                      | 88’                                                                    |
| 12-11-2016                                                             | Uyo                                                                    | Nigeria                                                                | 3 – 1                                                                  | Algeria                                                                | Qual. Mondiali 2018                                                    | -                                                                      |                                                                        |
| 15-1-2017                                                              | Franceville                                                            | Algeria                                                                | 2 – 2                                                                  | Zimbabwe                                                               | Coppa d'Africa 2017 - 1º turno                                         | 2                                                                      |                                                                        |
| 19-1-2017                                                              | Franceville                                                            | Algeria                                                                | 1 – 2                                                                  | Tunisia                                                                | Coppa d'Africa 2017 - 1º turno                                         | -                                                                      |                                                                        |
| 23-1-2017                                                              | Franceville                                                            | Algeria                                                                | 2 – 2                                                                  | Senegal                                                                | Coppa d'Africa 2017 - 1º turno                                         | -                                                                      |                                                                        |
| 6-6-2017                                                               | Blida                                                                  | Algeria                                                                | 2 – 1                                                                  | Guinea                                                                 | Amichevole                                                             | -                                                                      | 72’                                                                    |
| 11-6-2017                                                              | Blida                                                                  | Algeria                                                                | 1 – 0                                                                  | Togo                                                                   | Qual. Coppa d'Africa 2019                                              | -                                                                      |                                                                        |
| 5-9-2017                                                               | Costantina                                                             | Algeria                                                                | 0 – 1                                                                  | Zambia                                                                 | Qual. Mondiali 2018                                                    | -                                                                      |                                                                        |
| 10-11-2017                                                             | Costantina                                                             | Algeria                                                                | 3 – 0 tav                                                              | Nigeria                                                                | Qual. Mondiali 2018                                                    | -                                                                      | 64’                                                                    |
| 14-11-2017                                                             | Algeri                                                                 | Algeria                                                                | 3 – 0                                                                  | Rep. Centrafricana                                                     | Amichevole                                                             | -                                                                      | cap.                                                                   |
| 22-3-2018                                                              | Algeri                                                                 | Algeria                                                                | 4 – 1                                                                  | Tanzania                                                               | Amichevole                                                             | -                                                                      |                                                                        |
| 27-3-2018                                                              | Graz                                                                   | Iran                                                                   | 2 – 1                                                                  | Algeria                                                                | Amichevole                                                             | -                                                                      | 68’                                                                    |
| 1-6-2018                                                               | Algeri                                                                 | Algeria                                                                | 2 – 3                                                                  | Capo Verde                                                             | Amichevole                                                             | -                                                                      |                                                                        |
| 7-6-2018                                                               | Lisbona                                                                | Portogallo                                                             | 3 – 0                                                                  | Algeria                                                                | Amichevole                                                             | -                                                                      |                                                                        |
| 8-9-2018                                                               | Bakau                                                                  | Gambia                                                                 | 1 – 1                                                                  | Algeria                                                                | Qual. Coppa d'Africa 2019                                              | -                                                                      |                                                                        |
| 12-10-2018                                                             | Blida                                                                  | Algeria                                                                | 2 – 0                                                                  | Benin                                                                  | Qual. Coppa d'Africa 2019                                              | -                                                                      | cap. 82’                                                               |
| 16-10-2018                                                             | Cotonou                                                                | Benin                                                                  | 1 – 0                                                                  | Algeria                                                                | Qual. Coppa d'Africa 2019                                              | -                                                                      | 62’                                                                    |
| 18-11-2018                                                             | Lomé                                                                   | Togo                                                                   | 1 – 4                                                                  | Algeria                                                                | Qual. Coppa d'Africa 2019                                              | 2                                                                      |                                                                        |
| 26-3-2019                                                              | Blida                                                                  | Algeria                                                                | 1 – 0                                                                  | Tunisia                                                                | Amichevole                                                             | -                                                                      | cap.                                                                   |
| 11-6-2019                                                              | Doha                                                                   | Algeria                                                                | 1 – 1                                                                  | Burundi                                                                | Amichevole                                                             | -                                                                      | cap.                                                                   |
| 16-6-2019                                                              | Doha                                                                   | Algeria                                                                | 3 – 2                                                                  | Mali                                                                   | Amichevole                                                             | -                                                                      | 61’                                                                    |
| 23-6-2019                                                              | Il Cairo                                                               | Algeria                                                                | 2 – 0                                                                  | Kenya                                                                  | Coppa d'Africa 2019 - 1º turno                                         | 1                                                                      | cap.                                                                   |
| 27-6-2019                                                              | Il Cairo                                                               | Senegal                                                                | 0 – 1                                                                  | Algeria                                                                | Coppa d'Africa 2019 - 1º turno                                         | -                                                                      | cap.                                                                   |
| 1-7-2019                                                               | Il Cairo                                                               | Tanzania                                                               | 0 – 3                                                                  | Algeria                                                                | Coppa d'Africa 2019 - 1º turno                                         | -                                                                      | 74’                                                                    |
| 7-7-2019                                                               | Il Cairo                                                               | Algeria                                                                | 3 – 0                                                                  | Guinea                                                                 | Coppa d'Africa 2019 - Ottavi di finale                                 | 1                                                                      | cap.                                                                   |
| 11-7-2019                                                              | Suez                                                                   | Costa d'Avorio                                                         | 1 – 1 dts (3 – 4 dtr)                                                  | Algeria                                                                | Coppa d'Africa 2019 - Quarti di finale                                 | -                                                                      | cap. 86’                                                               |
| 14-7-2019                                                              | Il Cairo                                                               | Algeria                                                                | 2 – 1                                                                  | Nigeria                                                                | Coppa d'Africa 2019 - Semifinale                                       | 1                                                                      | cap.                                                                   |
| 19-7-2019                                                              | Il Cairo                                                               | Senegal                                                                | 0 – 1                                                                  | Algeria                                                                | Coppa d'Africa 2019 - Finale                                           | -                                                                      | cap.                                                                   |
| 9-9-2019                                                               | Blida                                                                  | Algeria                                                                | 1 – 0                                                                  | Benin                                                                  | Amichevole                                                             | -                                                                      | cap. 77’                                                               |
| 10-10-2019                                                             | Blida                                                                  | Algeria                                                                | 1 – 1                                                                  | RD del Congo                                                           | Amichevole                                                             | -                                                                      | 67’                                                                    |
| 15-10-2019                                                             | Lilla                                                                  | Algeria                                                                | 3 – 0                                                                  | Colombia                                                               | Amichevole                                                             | 2                                                                      | cap. 85’                                                               |
| 14-11-2019                                                             | Blida                                                                  | Algeria                                                                | 5 – 0                                                                  | Zambia                                                                 | Qual. Coppa d'Africa 2021                                              | -                                                                      | cap.                                                                   |
| 9-10-2020                                                              | Sankt Veit an der Glan                                                 | Nigeria                                                                | 0 – 1                                                                  | Algeria                                                                | Amichevole                                                             | -                                                                      | cap. 72’                                                               |
| 13-10-2020                                                             | L'Aia                                                                  | Algeria                                                                | 2 – 2                                                                  | Messico                                                                | Amichevole                                                             | 1                                                                      | cap.                                                                   |
| 12-11-2020                                                             | Algeri                                                                 | Algeria                                                                | 3 – 1                                                                  | Zimbabwe                                                               | Qual. Coppa d'Africa 2021                                              | 1                                                                      | cap. 71’                                                               |
| 17-11-2020                                                             | Harare                                                                 | Zimbabwe                                                               | 2 – 2                                                                  | Algeria                                                                | Qual. Coppa d'Africa 2021                                              | 1                                                                      | cap. 80’                                                               |
| 29-3-2021                                                              | Blida                                                                  | Algeria                                                                | 5 – 0                                                                  | Botswana                                                               | Qual. Coppa d'Africa 2021                                              | 1                                                                      | cap.                                                                   |
| 6-6-2021                                                               | Blida                                                                  | Algeria                                                                | 1 – 0                                                                  | Mali                                                                   | Amichevole                                                             | 1                                                                      | cap. 45’ 85’                                                           |
| 11-6-2021                                                              | Radès                                                                  | Tunisia                                                                | 0 – 2                                                                  | Algeria                                                                | Amichevole                                                             | 1                                                                      | cap. 85’ 90+1’                                                         |
| 2-9-2021                                                               | Blida                                                                  | Algeria                                                                | 8 – 0                                                                  | Gibuti                                                                 | Qual. Mondiali 2022                                                    | 1                                                                      | cap.                                                                   |
| 7-9-2021                                                               | Marrakech                                                              | Burkina Faso                                                           | 1 – 1                                                                  | Algeria                                                                | Qual. Mondiali 2022                                                    | -                                                                      | cap.                                                                   |
| 8-10-2021                                                              | Blida                                                                  | Algeria                                                                | 6 – 1                                                                  | Niger                                                                  | Qual. Mondiali 2022                                                    | 2                                                                      | cap. 78’                                                               |
| 12-10-2021                                                             | Niamey                                                                 | Niger                                                                  | 0 – 4                                                                  | Algeria                                                                | Qual. Mondiali 2022                                                    | 1                                                                      | cap.                                                                   |
| 12-11-2021                                                             | Il Cairo                                                               | Gibuti                                                                 | 0 – 4                                                                  | Algeria                                                                | Qual. Mondiali 2022                                                    | -                                                                      | 46’                                                                    |
| 16-11-2021                                                             | Blida                                                                  | Algeria                                                                | 2 – 2                                                                  | Burkina Faso                                                           | Qual. Mondiali 2022                                                    | 1                                                                      | cap.                                                                   |
| 11-1-2022                                                              | Douala                                                                 | Algeria                                                                | 0 – 0                                                                  | Sierra Leone                                                           | Coppa d'Africa 2021 - 1º turno                                         | -                                                                      | cap.                                                                   |
| 16-1-2022                                                              | Douala                                                                 | Algeria                                                                | 0 – 1                                                                  | Guinea Equatoriale                                                     | Coppa d'Africa 2021 - 1º turno                                         | -                                                                      | cap.                                                                   |
| 20-1-2022                                                              | Douala                                                                 | Costa d'Avorio                                                         | 3 – 1                                                                  | Algeria                                                                | Coppa d'Africa 2021 - 1º turno                                         | -                                                                      | cap.                                                                   |
| 25-3-2022                                                              | Douala                                                                 | Camerun                                                                | 0 – 1                                                                  | Algeria                                                                | Qual. Mondiali 2022                                                    | -                                                                      | cap. 76’                                                               |
| 29-3-2022                                                              | Blida                                                                  | Algeria                                                                | 1 – 2 dts                                                              | Camerun                                                                | Qual. Mondiali 2022                                                    | -                                                                      | cap.                                                                   |
| 23-9-2022                                                              | Bir El Djir                                                            | Algeria                                                                | 1 – 0                                                                  | Guinea                                                                 | Amichevole                                                             | -                                                                      | 66’                                                                    |
| 27-9-2022                                                              | Orano                                                                  | Algeria                                                                | 2 – 1                                                                  | Nigeria                                                                | Amichevole                                                             | 1                                                                      | cap. 84’                                                               |
| 16-11-2022                                                             | Bir El Djir                                                            | Algeria                                                                | 1 – 1                                                                  | Mali                                                                   | Amichevole                                                             | 1                                                                      | cap. 73’                                                               |
| 19-11-2022                                                             | Malmö                                                                  | Svezia                                                                 | 2 – 0                                                                  | Algeria                                                                | Amichevole                                                             | -                                                                      | cap.                                                                   |
| 23-3-2023                                                              | Baraki                                                                 | Algeria                                                                | 2 – 1                                                                  | Niger                                                                  | Qual. Coppa d'Africa 2023                                              | 1                                                                      | cap.                                                                   |
| 27-3-2023                                                              | Radès                                                                  | Niger                                                                  | 0 – 1                                                                  | Algeria                                                                | Qual. Coppa d'Africa 2023                                              | -                                                                      | cap. 74’                                                               |
| 18-6-2023                                                              | Douala                                                                 | Uganda                                                                 | 1 – 2                                                                  | Algeria                                                                | Qual. Coppa d'Africa 2023                                              | -                                                                      | 65’                                                                    |
| 20-6-2023                                                              | Annaba                                                                 | Algeria                                                                | 1 – 1                                                                  | Tunisia                                                                | Amichevole                                                             | 1                                                                      | cap.                                                                   |
| 7-9-2023                                                               | Annaba                                                                 | Algeria                                                                | 0 – 0                                                                  | Tanzania                                                               | Qual. Coppa d'Africa 2023                                              | -                                                                      | 68’                                                                    |
| 12-9-2023                                                              | Dakar                                                                  | Senegal                                                                | 0 – 1                                                                  | Algeria                                                                | Amichevole                                                             | -                                                                      | cap.                                                                   |
| 12-10-2023                                                             | Costantina                                                             | Algeria                                                                | 5 – 1                                                                  | Capo Verde                                                             | Amichevole                                                             | -                                                                      | cap. 73’                                                               |
| 16-10-2023                                                             | al-ʿAyn                                                                | Egitto                                                                 | 1 – 1                                                                  | Algeria                                                                | Amichevole                                                             | -                                                                      | cap.                                                                   |
| 16-11-2023                                                             | Baraki                                                                 | Algeria                                                                | 3 – 1                                                                  | Somalia                                                                | Qual. Mondiali 2026                                                    | -                                                                      | cap. 46’                                                               |
| 19-11-2023                                                             | Maputo                                                                 | Mozambico                                                              | 0 – 2                                                                  | Algeria                                                                | Qual. Mondiali 2026                                                    | -                                                                      | cap. 74’                                                               |
| 5-1-2024                                                               | Lomé                                                                   | Togo                                                                   | 0 – 3                                                                  | Algeria                                                                | Amichevole                                                             | -                                                                      | cap. 68’                                                               |
| 9-1-2024                                                               | Lomé                                                                   | Burundi                                                                | 0 – 4                                                                  | Algeria                                                                | Amichevole                                                             | 1                                                                      | cap. 77’                                                               |
| 15-1-2024                                                              | Bouaké                                                                 | Algeria                                                                | 1 – 1                                                                  | Angola                                                                 | Coppa d'Africa 2023 - 1º turno                                         | -                                                                      | cap.                                                                   |
| 20-1-2024                                                              | Bouaké                                                                 | Algeria                                                                | 2 – 2                                                                  | Burkina Faso                                                           | Coppa d'Africa 2023 - 1º turno                                         | -                                                                      | cap. 74’                                                               |
| 23-1-2024                                                              | Bouaké                                                                 | Mauritania                                                             | 1 – 0                                                                  | Algeria                                                                | Coppa d'Africa 2023 - 1º turno                                         | -                                                                      | 46’                                                                    |
| 5-9-2024                                                               | Orano                                                                  | Algeria                                                                | 2 – 0                                                                  | Guinea Equatoriale                                                     | Qual. Coppa d'Africa 2025                                              | -                                                                      | cap. 83’                                                               |
| 10-10-2024                                                             | Annaba                                                                 | Algeria                                                                | 5 – 1                                                                  | Togo                                                                   | Qual. Coppa d'Africa 2025                                              | -                                                                      | cap. 75’                                                               |
| 14-10-2024                                                             | Lomé                                                                   | Togo                                                                   | 0 – 1                                                                  | Algeria                                                                | Qual. Coppa d'Africa 2025                                              | -                                                                      | 71’                                                                    |
| 14-11-2024                                                             | Malabo                                                                 | Guinea Equatoriale                                                     | 0 – 0                                                                  | Algeria                                                                | Qual. Coppa d'Africa 2025                                              | -                                                                      | cap. 70’                                                               |
| 17-11-2024                                                             | Tizi Ouzou                                                             | Algeria                                                                | 5 – 1                                                                  | Liberia                                                                | Qual. Coppa d'Africa 2025                                              | 1                                                                      | cap. 73’                                                               |
| 21-3-2025                                                              | Francistown                                                            | Botswana                                                               | 1 – 3                                                                  | Algeria                                                                | Qual. Mondiali 2026                                                    | -                                                                      | cap. 69’                                                               |
| 25-3-2025                                                              | Tizi Ouzou                                                             | Algeria                                                                | 5 – 1                                                                  | Mozambico                                                              | Qual. Mondiali 2026                                                    | -                                                                      | cap. 73’                                                               |
| 5-6-2025                                                               | Costantina                                                             | Algeria                                                                | 2 – 0                                                                  | Ruanda                                                                 | Amichevole                                                             | -                                                                      | cap. 59’                                                               |
| 10-6-2025                                                              | Solna                                                                  | Svezia                                                                 | 4 – 3                                                                  | Algeria                                                                | Amichevole                                                             | -                                                                      | cap. 49’ 60’                                                           |
| Totale                                                                 |                                                                        | Presenze (2º posto)                                                    | 103                                                                    |                                                                        | Reti (3º posto)                                                        | 32                                                                     |                                                                        |

## Palmarès

### Club

#### Competizioni nazionali
- Campionato inglese di seconda divisione: 1

Leicester City: 2013-2014
- Campionato inglese: 5

Leicester City: 2015-2016
Manchester City: 2018-2019, 2020-2021, 2021-2022, 2022-2023
- Community Shield: 1

Manchester City: 2018
- Coppa di Lega inglese: 3

Manchester City: 2018-2019, 2019-2020, 2020-2021
- Coppa d'Inghilterra: 2

Manchester City: 2018-2019, 2022-2023

#### Competizioni internazionali
- UEFA Champions League: 1

Manchester City: 2022-2023
- AFC Champions League Elite: 1

Al-Ahli: 2024-2025

### Nazionale
- Coppa d'Africa: 1

Egitto 2019

### Individuali
- Giocatore dell'anno della PFA: 1

2015-2016
- Squadra dell'anno della PFA: 1

2016
- Calciatore africano dell'anno: 1

2016
- BBC African Footballer of the Year: 1

2016
- Squadra maschile CAF del decennio 2011-2020 IFFHS: 1

2020
- Capocannoniere della FA Cup: 1

2021-2022 (4 reti a pari merito con Jayden Stockley)